# 永住許可
永住許可（えいじゅうきょか、Permission for Permanent Residence）とは、在留資格を有する外国人が在留資格「永住」への変更を希望し、審査通過の際に与えられる居住資格の許可。
永住許可を受けた外国籍者は永住者（えいじゅうしゃ）と呼ぶ。

## 許可条件・基準

### 日本
日本では出入国管理及び難民認定法第22条で永住許可基準が規定されている。外国籍者による永住許可申請が通るには、「素行が善良であること」、「独立の生計を営むに足りる資産又は技能を有すること」「その者の永住が日本国の利益に合すると認められること」という3条件がある。

## 取り消し処分

### 日本
日本の現行の在留資格制度では永住許可後に、在留期間更新など在留審査の手続きがないために納税など公的義務を不履行でも処罰されない事態が起き、彼らと「適切に公的義務の履行をする永住者」らとの間で不公平感を助長させている。そのため、永住者が税金や社会保険料未納や滞納でも取り消されないこと、窃盗など1年以下の懲役や禁錮にあたる罪を繰り返したりする問題がある。そのため、2024年2月には、上記等の人々には永住許可取り消し、または他資格への変更出来るようにする制度改革が発表された。